# 마이크로소프트 오피스 모바일 앱
마이크로소프트 오피스 모바일 앱(Microsoft Office Mobile Apps)은 모바일 장치를 위한 마이크로소프트의 프리웨어 오피스 제품군이다.
원래 1996년 윈도우 CE v1.0 핸드헬드 PC에 포켓 오피스(Pocket Office)라는 이름으로 출시된 이 응용 소프트웨어는 현재 윈도우 10, 윈도우 폰, 안드로이드, iOS를 구동하는 태블릿 컴퓨터와 스마트폰에서 이용 가능하다. 과거에는 윈도우 모바일과 심비안용으로 제공되었다.
중심이 되는 오피스 모바일 앱으로는 워드, 액셀, 파워포인트, 원노트, 아웃룩이 있다. 그 밖의 오피스 앱으로는 스웨이, 링크, 셰어포인트 뉴스피드 등이 지원되는 장치 및 플랫폼에서 모바일 앱 스토어를 통해 다운로드가 제공된다. 즉, 이 응용 프로그램들은 데스크톱 버전의 오피스 제품군과 호환이 가능하다는 의미가 된다.